# Łysa Hora (obwód iwanofrankiwski)
Łysa Hora (ukr. Лиса Гора) – wieś na Ukrainie, w obwodzie iwanofrankiwskim, w rejonie tłumackim, nad Dniestrem.